# Nagy Johanna
Nagy Johanna (Budapest, 1992. december 5. –) magyar színésznő. 

## Életpályája
2012-2017 között a Kaposvári Egyetem színész szakos hallgatója volt. Diplomaszerzése után a Győri Nemzeti Színházban szerepelt. 2019-2022 között a zalaegerszegi Hevesi Sándor Színház tagja volt.

## Fontosabb színházi szerepei

### Győri Nemzeti Színház
- Antoine de Saint- Exupéry: A kis herceg- A kis herceg
- Kszel Attila – Ludas Matyi jr.- Gizella, énekes lúd
- Anton Pavlovics Csehov: Sirály – Mása
- Mikszáth Kálmán – Závada Pál: Különös házasság – Horváth Piroska, Buttler menyasszonya
- Agatha Christie: A vád tanúja – A másik nő
- Szabó Magda: Abigél – Salm Gizella
- W. Shakespeare: Makrancos Kata – Grumio, Petruchio szolgája
- Makszim Gorkij: Éjjeli menedékhely – Natasa
- Egressy Zoltán: Édes életek – Mira
- Tracy Letts: Augusztus Oklahomában – Jean Fordham

### Független produkció
- Jean Anouilh: Antgoné – Antigoné

### Nemzeti Színház
- Krúdy Gyula: Szindbád – Mária
- Petőfi Sándor: János vitéz – A szomszéd kislány

### Csokonai Nemzeti Színház
- Vörösmarty Mihály: Csongor és Tünde – Éj királynője

## Filmes és televíziós szerepei
- Apatigris (2020) ...Egyetemista lánya